# Siegfried Schiele
Siegfried Schiele (* 1. Oktober 1939 in Fridingen an der Donau) ist ein deutscher Politikdidaktiker.

## Leben
Nach dem Abitur 1959 am Albertus-Magnus-Gymnasium in Rottweil studierte er Politikwissenschaft, Geschichte und Latein an der Eberhard Karls Universität Tübingen und der Rheinischen Friedrich-Wilhelms-Universität Bonn. Im Anschluss arbeitete er als Lehrer am Hermann-Hesse-Gymnasium in Calw. 1970 wurde er Professor am Seminar für Studienreferendare der Universität Tübingen. 1974 übernahm er eine Beratertätigkeit für den Landtag von Baden-Württemberg. Er war von 1976 bis 2004 Direktor der Landeszentrale für politische Bildung Baden-Württemberg. Heute ist er Lehrbeauftragter für Didaktik der politischen Bildung an der Universität Tübingen und stellvertretender Vorsitzender der Stiftung Bundespräsident-Theodor-Heuss-Haus. Er gab zahlreiche Schriften heraus.
Er ist Mitglied der katholischen Studentenverbindung KStV Alamannia Tübingen.

## Auszeichnungen
- 1999: Bundesverdienstkreuz am Bande
- 2002: Ehrendoktorwürde der Eberhard Karls Universität Tübingen
- 2004: Verdienstmedaille des Landes Baden-Württemberg

## Schriften (Auswahl)
- Terrorismus. 8 Bausteine für den Sekundarbereich I und die Berufsschule (= Politik und Unterricht, Sonderheft Reihe B). Neckar-Verlag Holtzhauer, Villingen-Schwenningen 1978.
- mit Kurt Möller (Hrsg.): Gewalt und Rechtsextremismus. Ideen und Projekte für soziale Arbeit und politische Bildung (= Didaktische Reihe der Landeszentrale für Politische Bildung Baden-Württemberg). Wochenschau Verlag, Schwalbach 1996, ISBN 3-87920-383-0.
- Politische Streitkultur (= Themenblätter im Unterricht, Nr. 48 Extra). Bundeszentrale für politische Bildung, Bonn 2005.
- mit Gotthard Breit: Vorsicht Politik. Wochenschau-Verlag, Schwalbach 2008, ISBN 978-3-89974-252-7.
- Demokratie in Gefahr? Wochenschau-Verlag, Schwabach 2013, ISBN 978-3-89974-836-9.